# Football club Abeilles
Pour les articles homonymes, voir Fc Les Abeilles.
Le FC Abeilles est un club congolais de football basé à Pointe-Noire.

## Histoire
Le club dispute le 1er tour de la Coupe des clubs champions africains 1967, avec une double confrontation face au TP Englebert (ancêtre du TP Mazembe).

## Palmarès
- Coupe du Congo
  - Finaliste : 2002